# Luca Nik Armbruster
Luca Nik Armbruster (* 5. November 2001 in Essen) ist ein deutscher Schwimmer, deutscher Rekordhalter und FISU World Champion über die 50 Meter Schmetterling.

## Werdegang
Luca Nik Armbruster begann seine Schwimmkarriere im Jahr 2014 bei der SG Dortmund.
In seiner Jugendzeit stellte er mehr als 25 Altersklassenrekorde auf verschiedenen Distanzen auf, u. a. ist er als erster deutscher 16-Jähriger die 50 Meter Schmetterling in weniger als 24 Sekunden geschwommen. Für seine Leistungen wurde er 2017 vom Deutschen Schwimm-Verband als DSV-Jugendschwimmer des Jahres ausgezeichnet.
Im Jahr 2017 nahm er an den Juniorenweltmeisterschaften in Indianapolis teil, gefolgt von seinem Start bei den Olympischen Jugendspielen in Buenos Aires im darauf folgenden Jahr. Bei den Junioreneuropameisterschaften 2019 gewann er die Silbermedaille über 50 Meter Schmetterling, die Bronzemedaille über 100 Meter Schmetterling und eine weitere Silbermedaille als Teil der 4-mal-100-Meter-Mixed-Lagenstaffel. Im selben Jahr trat er auch bei den World Junior Swimming Championships in Budapest an.
Nach seinem Abitur im Frühjahr 2021 verlegte er seinen Wohnsitz von Nordrhein-Westfalen nach Baden-Württemberg. Seitdem trainiert Luca Nik Armbruster am Bundesstützpunkt Heidelberg unter der Anleitung von Trainern Alexander Kreisel und Pierre Martin und startet bei Wettkämpfen für die SG Neukölln Berlin.
2023 nahm er an seinen ersten World Aquatics Championships in Fukuoka, Japan als Teil der 4-mal-100-Meter-Freistilstaffel teil.
Seinen bisher größten Erfolg erreichte er nur eine Woche später bei den FISU World University Games 2023 in Chengdu, China, wo er die Goldmedaille über 50 Meter Schmetterling gewann.
Bei den Deutschen Meisterschaften 2024 in Berlin gewann er die sowohl die 50 Meter Schmetterling als auch die für die Olympiaqualifikation wichtigen 100 Meter Schmetterling und sicherte sich damit das Ticket für Paris.
Im Juni 2024, nur einen Monat vor den Olympischen Spielen gewann er bei den Europameisterschaften in Belgrad Silber mit der 4-mal-100-Meter-Mixed-Lagenstaffel. Bei den Olympischen Spielen 2024 in Paris belegte die deutsche 4-mal-100-Meter-Freistilstaffel mit Josha Salchow, Rafael Miroslaw, Luca Armbruster und Peter Varjasi den siebten Platz.
Am 4. Mai 2025 bei den Deutschen Meisterschaften sorgte Armbruster mit 22,92 Sekunden über 50 Meter Schmetterling für einen historischen Moment und der 23-Jährige steht nun als alleiniger deutscher Rekordhalter da – die alte Bestmarke von 23,02 Sekunden hatte er sich zwei Jahre lang mit Steffen Deibler teilen müssen.

## Auszeichnungen
- 2017: DSV-Jugendschwimmer des Jahres[1]
- 2017: NRW Jugendschwimmer des Jahres[5]
- 2018: NRW Jugendschwimmer des Jahres[5]
- 2019: NRW Jugendschwimmer des Jahres[5]
- 2019: Dortmunds Sportler des Jahres[6]
- 2019: Unnas Sportler des Jahres[7]